# Halowe Mistrzostwa Świata w Lekkoatletyce 1997 – bieg na 1500 m kobiet
Bieg na 1500 m kobiet – jedna z konkurencji rozgrywanych podczas halowych mistrzostw świata w lekkoatletyce w 1997. Eliminacje miały miejsce 8 marca, finał zaś odbył się 9 marca.
Udział w tej konkurencji brało 21 zawodniczek z 15 państw. Zawody wygrała reprezentantka Rosji Jekatierina Podkopajewa. Drugą pozycję zajęła zawodniczka z Francji Patricia Djaté-Taillard, trzecią zaś reprezentująca Polskę Lidia Chojecka. Zwyciężczyni tej konkurencji (Podkopajewa) została ponownie najstarszą halową mistrzynią świata w historii (w wieku 44 lat i 271 dni), wcześniej tego samego wyczynu dokonała na halowych mistrzostwach w 1993 – jej osiągnięcie do dzisiaj nie zostało przez nikogo poprawione.
Amerykańskiej sprinterce Mary Slaney odebrano srebrny medal tych mistrzostw po tym, jak w 1996 roku w jej organizmie wykryto obecność niedozwolonych substancji dopingowych.

## Wyniki

### Eliminacje
Źródło: 
Bieg 1
| Miejsce | Zawodniczka             | Państwo           | Wynik   | Uwagi |
| ------- | ----------------------- | ----------------- | ------- | ----- |
| 1.      | Jekatierina Podkopajewa | Rosja             | 4:11,23 |       |
| 2.      | Suzy Favor-Hamilton     | Stany Zjednoczone | 4:11,47 |       |
| 3.      | Carla Sacramento        | Portugalia        | 4:11,51 |       |
| 4.      | Lidia Chojecka          | Polska            | 4:11,57 | PB    |
| 5.      | Kutre Dulecha           | Etiopia           | 4:11,60 | AR    |
| 6.      | Sylvia Kühnemund        | Niemcy            | 4:12,22 |       |
| 7.      | Frédérique Quentin      | Francja           | 4:15,32 |       |
| 8.      | Shirley Griffiths       | Wielka Brytania   | 4:15,45 |       |
| –       | Gabriela Szabó          | Rumunia           | DNS     |       |
| –       | Sinéad Delahunty        | Irlandia          | DNS     |       |

Bieg 2
| Miejsce | Zawodniczka             | Państwo           | Wynik   | Uwagi |
| ------- | ----------------------- | ----------------- | ------- | ----- |
| 1.      | Patricia Djaté-Taillard | Francja           | 4:09,00 |       |
| 2.      | Malin Ewerlöf           | Szwecja           | 4:11,02 | PB    |
| 3.      | Cătălina Gheorghiu      | Rumunia           | 4:11,02 | SB    |
| 4.      | Margarita Marusowa      | Rosja             | 4:11,73 |       |
| 5.      | Maite Zúñiga            | Hiszpania         | 4:12,15 |       |
| 6.      | Jackline Maranga        | Kenia             | 4:15,57 |       |
| 7.      | Gwen Griffiths          | Południowa Afryka | 4:20,52 |       |
| 8.      | Niusha Mancilla         | Boliwia           | 4:28,70 | SB    |
| –       | Małgorzata Rydz         | Polska            | DNF     |       |
| –       | Sonia O'Sullivan        | Irlandia          | DNS     |       |
| –       | Mary Slaney             | Stany Zjednoczone | DSQ     | [ a ] |

### Finał
Źródło: 
| Miejsce | Zawodniczka             | Państwo           | Wynik   | Uwagi |
| ------- | ----------------------- | ----------------- | ------- | ----- |
| 01 !    | Jekatierina Podkopajewa | Rosja             | 4:05,19 | PB    |
| 02 !    | Patricia Djaté-Taillard | Francja           | 4:06,16 | NR    |
| 03 !    | Lidia Chojecka          | Polska            | 4:06,25 | NR    |
| 4.      | Carla Sacramento        | Portugalia        | 4:06,33 | NR    |
| 5.      | Sylvia Kühnemund        | Niemcy            | 4:06,56 | PB    |
| 6.      | Cătălina Gheorghiu      | Rumunia           | 4:07,04 | PB    |
| 7.      | Malin Ewerlöf           | Szwecja           | 4:09,72 | PB    |
| 8.      | Kutre Dulecha           | Etiopia           | 4:09,76 | AR    |
| 9.      | Suzy Favor Hamilton     | Stany Zjednoczone | 4:10,82 |       |
| 10.     | Maite Zúñiga            | Hiszpania         | 4:11,56 |       |
| 11.     | Margarita Marusowa      | Rosja             | 4:14,43 |       |
| –       | Mary Slaney             | Stany Zjednoczone | DSQ     | [ b ] |